# 犹他州议会
犹他州议会（英語：Utah State Legislature）是美国犹他州的兩院制立法机关，由猶他州參議院和猶他眾議院所組成，其中参议员数量为29人，众议员数量为75人，两院议员均无任期限制。
犹他州议会的例行会议都会在位于犹他州首府盐湖城的犹他州议会大厦举行。在2020年时，犹他州宪法修正案规定，每年例行会议的开始时间将会从1月第四个星期一改为1月第三个星期一之后的第一个星期二，持续时间为45天。